# Moïse Kisling

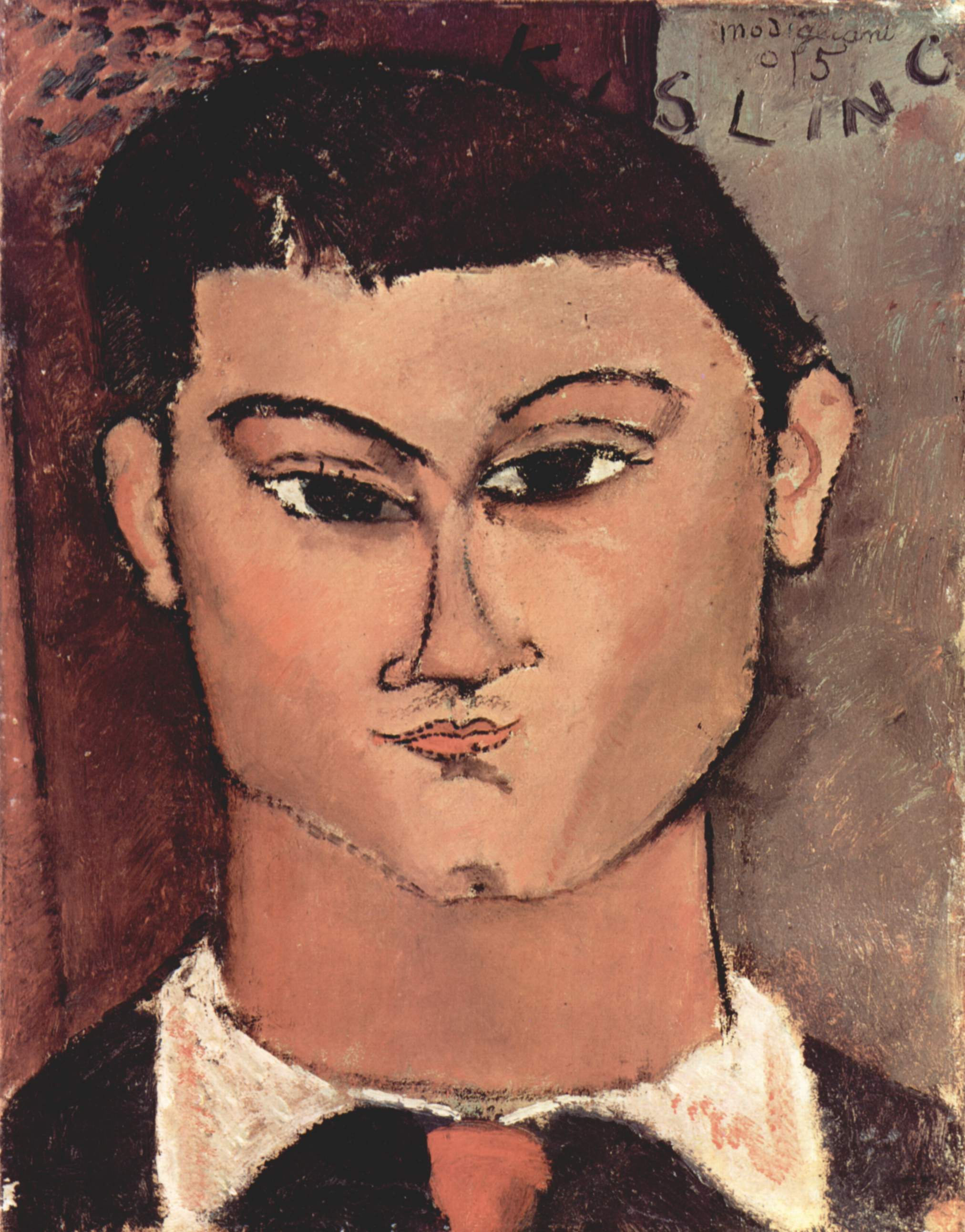
Retrato de Moïse Kisling, por Amedeo Modigliani (1915).

Moïse Kisling, en polaco Mojżesz Kisling (Cracovia, 22 de enero de 1891 - Sanary-sur-Mer, 29 de abril de 1953) fue un pintor francés de origen polaco y ascendencia judía. 
De estilo expresionista, perteneció a la llamada Escuela de París.
Estudió en la Escuela de Bellas Artes de Cracovia. En 1910 se trasladó a París, residiendo primero en Montmartre y posteriormente en Montparnasse. Al estallar la Primera Guerra Mundial se ofreció como voluntario para servir en la Legión Extranjera francesa, y en 1916 fue gravemente herido en la Batalla del Somme, por lo cual se le concedió la ciudadanía francesa.
Kisling vivió y trabajó en Montparnasse, donde fue parte de la comunidad de artistas de renombre que se reunieron allí en ese momento. Entre 1911 y 1912 vivió en Céret, pueblo de los Pirineos donde había una floreciente comunidad de artistas liderada por Pinchus Krémègne. En 1913 tomó un estudio en Montparnasse, donde vivió durante los próximos 27 años, coincidiendo en el mismo edificio con Jules Pascin y Amedeo Modigliani. 
Su estilo utilizado en la pintura de paisajes era similar al de Marc Chagall, pero, siendo un maestro en representar el cuerpo femenino, sus desnudos y retratos de corte surrealista le valieron la más amplia aclamación.
En 1940 se presentó nuevamente voluntario para el servicio militar. Cuando el ejército francés fue dado de alta en el momento de la entrega a los alemanes, Kisling, que era de origen judío, fue a los Estados Unidos y, después de exponer en Nueva York y Washington, vivió en California hasta 1946. 
La mayor colección de obras suyas puede verse en el Musée du Petit Palais, en Ginebra, Suiza. 

## Obra
- Paysage de saint tropez
- Nu assis(Kiki de Montparnasse)
- Nu d' Arletty[1]
- Portrait de Madeleine Lebeau
- Paysage de Sanary
- Femme espagnole
- Jeune femme blonde
- Femme nue assise
- Nu allongé
- Port de Tamaris
- Portrait de jeune fille brune
- Buste nu couché
- Femme en intérieur